# Джейсон Вільямс
Джейсон Вільямс (англ. Jason Williams; нар. 11 серпня 1980, Лондон, Канада) — канадський хокеїст, правий нападник. У його активі виступи за команди, як: Детройт Ред-Вінгс, Ессят, Чикаго Блекгокс, Атланта Трешерс, Колумбус Блю-Джекетс, Даллас Старс, Піттсбург Пінгвінс та Амбрі-Піотта.

## Ігрова кар'єра
Як вільний агент Вільямс уклав контракт з «Детройт Ред-Вінгс» 18 вересня 2000 року, в перші роки виступає за фарм-клуби у Американській хокейній лізі («Цинциннаті Майті Дакс» та «Гранд Репідс Гріффінс»). У сезоні 2001/02 років відіграв 25 матчів у складі «Червоних Крил» та закинув свою першу шайбу в НХЛ. У плей-оф відіграв 9 ігор (в тому сезоні «червоні» виграли Кубок Стенлі).
Через локаут у сезоні 2004/05, Вільямс виступав за фінський клуб Ессят у  СМ-лізі. Повернувся до «Ред-Вінгс» у сезоні 2005/06, клуб очолював новий головний тренер Майк Бебкок. Вільямс відіграв повний сезон 80 матчів, набрав 58 очок (21+37), часто грав в одній ланці із Стівом Айзерманом та Робертом Лангом. 22 жовтня 2005, Вільямс зробив перший у своїй кар'єрі хет-трик в матчі з «Колумбус Блю-Джекетс» 6:0. Всі три голи закинув у першому періоді; повторив успіх Даррена Маккарті у фіналі Західної конференції 2002 року у матчі проти «Колорадо Аваланч».
На початку сезону 2006/07 укладає новий дворічний контракт на суму $ 3,2 мільйона з Детройтом. 8 листопада 2006, у матчі проти «Едмонтон Ойлерс», Вільямс отримав струс мозку. Таким чином Джейсон опинився у резерві «червоних». 26 лютого 2007 нападник перейшов до «Чикаго Блекгокс», а ще пізніше до «Філадельфія Флаєрс». 
Сезон 2007/08 Джейсон 43 матчі проводить у складі «Чикаго Блекгокс» та набирає 36 очок (13+23). Як вільний агент підписав  контракт на один рік з «Атланта Трешерс». 14 січня 2009, проданий «Трешерс» до «Колумбус Блю-Джекетс». Джейсон добре зарекомендував себе у Колумбусі, забив 12 голів, а також 17 гольових передач у 39 матчах, «сині жакети» в тому сезоні отримали вперше в своїй історії право виступу у плей-оф, але у першому раунді поступились «Детройт Ред-Вінгс».
Сезон 2009/10 Вільямс фактично провалив через травму малогомілкової кістки, відіграв за детройтців 44 матчі у регулярному чемпіонаті та три гри у плей-оф. Наступний сезон нападник провів у фарм-клубах «Нью-Йорк Рейнджерс» та «Даллас Старс».
Відігравши сезон 2011/12 у фарм-клубі «Піттсбург Пінгвінс» «Віклс-Беррі/Скрентон Пінгвінс» Джейсон кардинально змінив кар'єру переїхавши до Європи, де уклав контракт з клубом НЛА Амбрі-Піотта. У складі якого провів 81 матч, набрав 65 очок (34+31).
У складі збірної Канади виступав на Кубку Шпенглера 2013 року.
25 липня 2014 Вільямс підписав контракт на один рік як вільний агент з клубом «Оклахома Сіті Беронс» (Американська хокейна ліга).
16 липня 2015 року Джейсон повернувся до Європи та уклав однорічну угоду з німецьким клубом «Кельнер Гайє».
У жовтні 2016 року перейшов до італійської команди «Ріттен Спорт». У грудні того ж року до британського клубу «Ноттінгем Пантерс».

## Збірна
Виступав на чемпіонаті світу з хокею із шайбою 2006 року у складі національної збірної Канади, провів — 9 матчів, набрав — 7 очок (2+5).